# North American XB-70 Valkyrie
Il North American XB-70 Valkyrie era un ambizioso prototipo di bombardiere strategico supersonico che sarebbe stato in grado di raggiungere Mach 3,1, una velocità superiore non solo a quella di tutti i bombardieri in servizio all'epoca, ma anche a quella dei caccia.
I costi e le difficoltà di costruzione, nonché la mancanza di idee chiare su come affrontare le difese missilistiche sovietiche, finirono per tagliare il programma dopo soli due prototipi: il primo è attualmente esposto in un museo dell'aviazione a Dayton (Ohio), mentre il secondo precipitò dopo una collisione con un F-104 pilotato da Joseph Albert Walker.

## Genesi
Tra le realizzazioni aeronautiche è facile che ci si imbatta in macchine proposte come alternative ad apparecchi di successo, le quali pur essendo superiori, non riescono a sostituire i velivoli rispetto ai quali esse sono state progettate.
Tra gli aerei difficili da sostituire vi era indubbiamente il Boeing B-52 Stratofortress: negli anni cinquanta era ancora un progetto immaturo che non aveva raggiunto nemmeno l'operatività, ma in un'epoca in cui la vita operativa degli aerei da combattimento era al più di una decina di anni, per anticipare i termini della sua uscita dalla linea venne emessa nel 1954 una specifica, chiamata GOR-38 (14 ottobre 1954), che aveva la sua essenza nel titolo: "Intercontinental Weapon System Manned Bomber". Le richieste erano, coerentemente con le tecnologie disponibili, ridotte: velocità subsonica con spunti brevi in regime supersonico, e una considerevole autonomia di 11.000 km. A questa specifica avevano lavorato due anni la NASA e l'USAF, oltre che alcune industrie aerospaziali, e si prevedeva che entro nove anni vi sarebbero state in servizio le prime 30 macchine. Due anni dopo il volo del B-52 in versione prototipica e due prima dell'entrata in servizio della primissima versione, tale specifica non marcava un sostanziale passo avanti nelle prestazioni; ma vi sarebbero stati degli sviluppi notevoli di lì a poco.
Non passò molto tempo infatti che la specifica fu rielaborata, con la richiesta di una velocità supersonica sostenuta per penetrare per 1600 km (1000 miglia) in territorio nemico; passarono pochi altri mesi e già nel luglio 1955 venne richiesto un ulteriore aumento delle prestazioni. Il progetto, chiamato ora WS-110A (WS per Weapon System, sistema d'arma), venne anche denominato CPB (Chemically Powered Bomber, cioè bombardiere a propulsione chimica), per distinguerlo dal mai costruito Convair WS-125A NPB (Nuclear-Powered Bomber, bombardiere a propulsione nucleare), e anche per porre l'accento sull'alimentazione dei suoi motori, nella quale al carburante standard era stato aggiunto un boroderivato, particolare additivo chimico ad alta energia.
Alla fase finale del concorso parteciparono la Boeing e la N.A.A.: quest'ultima aveva elaborato il modello NA-239, con tanto di simulacro (ufficialmente il 12 settembre 1955). La rapidità degli sviluppi aveva portato un aereo che, come è facile immaginare, superava di molto le specifiche, anche perché già esisteva il bombardiere supersonico B-58 Hustler da Mach 2,2. La progettazione venne influenzata dalle specifiche dell'USAF, che era ancora una volta intenzionata a chiedere prestazioni superiori, stavolta con una velocità di Mach 3 in crociera, mentre la variante da ricognizione WS-110L venne presto lasciata decadere dopo essere stata inizialmente richiesta a sua volta.
Il problema di ottenere tali velocità elevatissime comprendeva molti aspetti, come quello aerodinamico e di consumo di energia. Il peso della macchina, che ci si aspettava avrebbe raggiunto le 340 tonnellate, sembrava davvero troppo anche per le ambizioni dell'USAF. Nel luglio del 1957, tuttavia, apparve uno studio completo sulla 'regola delle aree' che rivoluzionò la tecnica degli aerei supersonici, che fino ad allora erano stati quantomeno deludenti. In seguito a questo studio, il dibattito su quale tipo di bombardiere supersonico dovesse essere realizzato divenne particolarmente acceso.
Il 23 dicembre 1957 venne dichiarata vincitrice la NAA, mentre la General Electric ebbe un contratto per i motori YJ93-GE-3, che rispetto a quanto originariamente pianificato avevano alimentazione convenzionale. Lo sviluppo della versione J93-GE-5, che utilizzava il carburante "vitaminizzato" al boro (denominato zip fuel), venne cancellato nel settembre 1959.
A quel punto le cose, che già erano andate speditamente, accelerarono ulteriormente e nonostante un'ulteriore modifica delle specifiche il 31 dicembre (a seguito della quale la sigla del progetto fu mutata in NA-264), già il 2 gennaio 1958 il progetto venne reso definitivo. In realtà il progetto ebbe numerose altre versioni con sigle differenti, come nel caso dei prototipi designati NA-274 (21 settembre 1960) e NA-278 (10 aprile 1961).
Se la confusione delle sigle indicava problemi, le opinioni in ambito dell'USAF erano talmente divise che vennero fatte e ritirate varie richieste innumerevoli volte, come quella della versione da ricognizione, nuovamente richiesta nel 1961 e definitivamente bocciata il 3 maggio 1964.
Il primo duro colpo al costosissimo e difficile programma arrivò già il 3 dicembre 1959, quando vennero cancellati due dei tre prototipi e i vari esemplari di preserie richiesti. All'inizio degli anni sessanta venne richiesto invece un secondo prototipo, assieme a una cellula per prove statiche e 12 aerei operativi. Ma nel 1961 il Presidente Kennedy affermò, in un discorso rimasto famoso, che lo sviluppo degli ICBM aveva reso il B-70 "inutile ed economicamente ingiustificato".

## Progetto

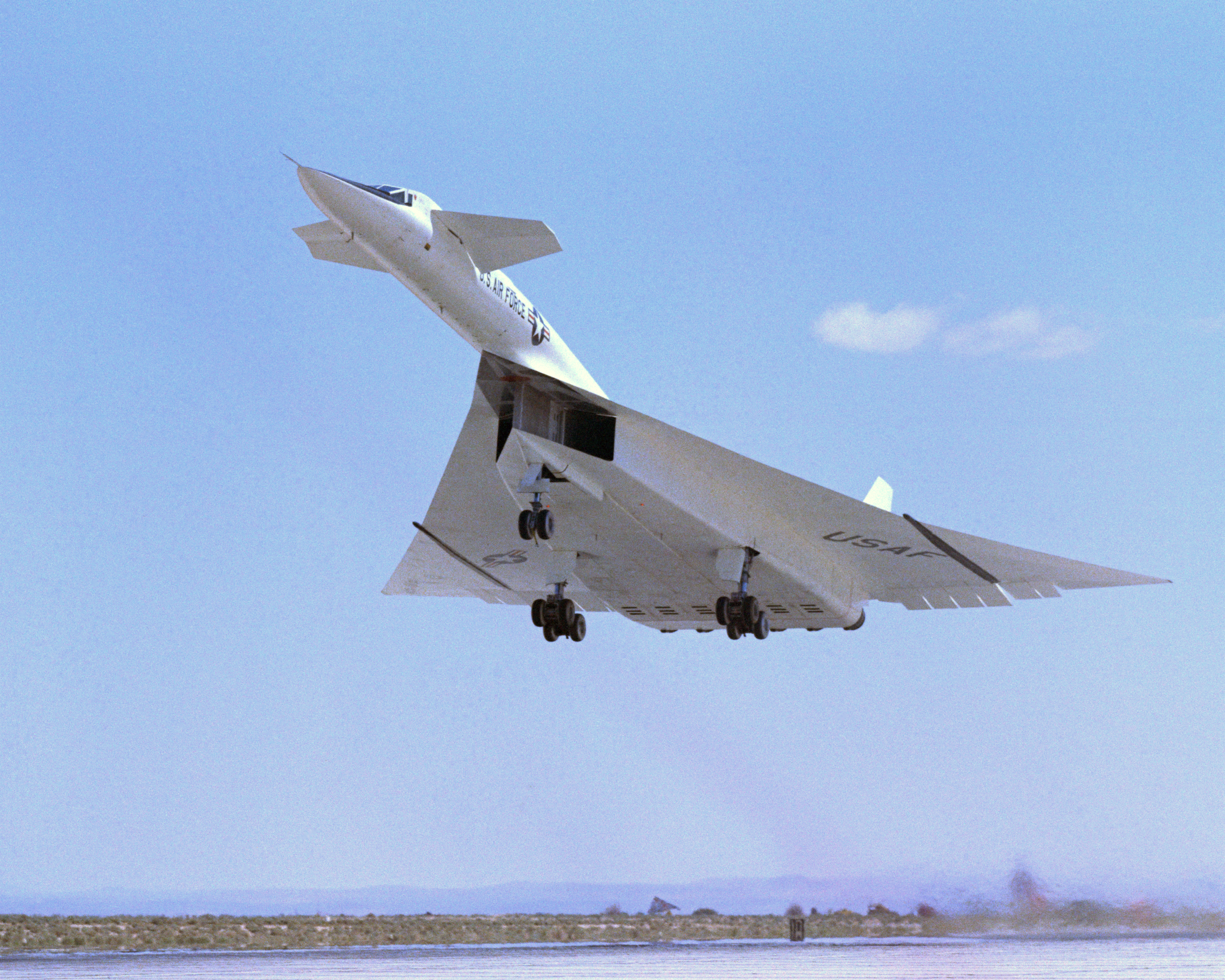
L'XB-70 in decollo.

Il Valkyrie, concepito come bombardiere ma in pratica realizzato come aereo sperimentale, utilizzava la configurazione canard ed un'ala a delta, come altre macchine (quali l'odierno Eurofighter Typhoon) avrebbero fatto in seguito, ed era costruito per la maggior parte in acciaio inossidabile ad alto tenore di nichel, pannelli a nido d'ape e titanio. Le prese d'aria si trovavano sotto l'ala, i motori tra le due code verticali. I carrelli erano posti sotto la struttura delle prese d'aria.
Il Valkyrie era progettato per sfruttare un fenomeno chiamato compression lift (portanza di compressione), ottenuto quando le onde d'urto generate da un aereo che voli a velocità supersoniche sostengono parte del peso dell'aereo stesso. Per il verificarsi di questo fenomeno, l'XB-70 ed altri progetti simili sono anche chiamati waveriders ("cavalcatori di onde") con riferimento alle onde d'urto che essi cavalcano. La portanza di compressione rimane, a tutt'oggi, una teoria controversa quando viene applicata all'XB-70.

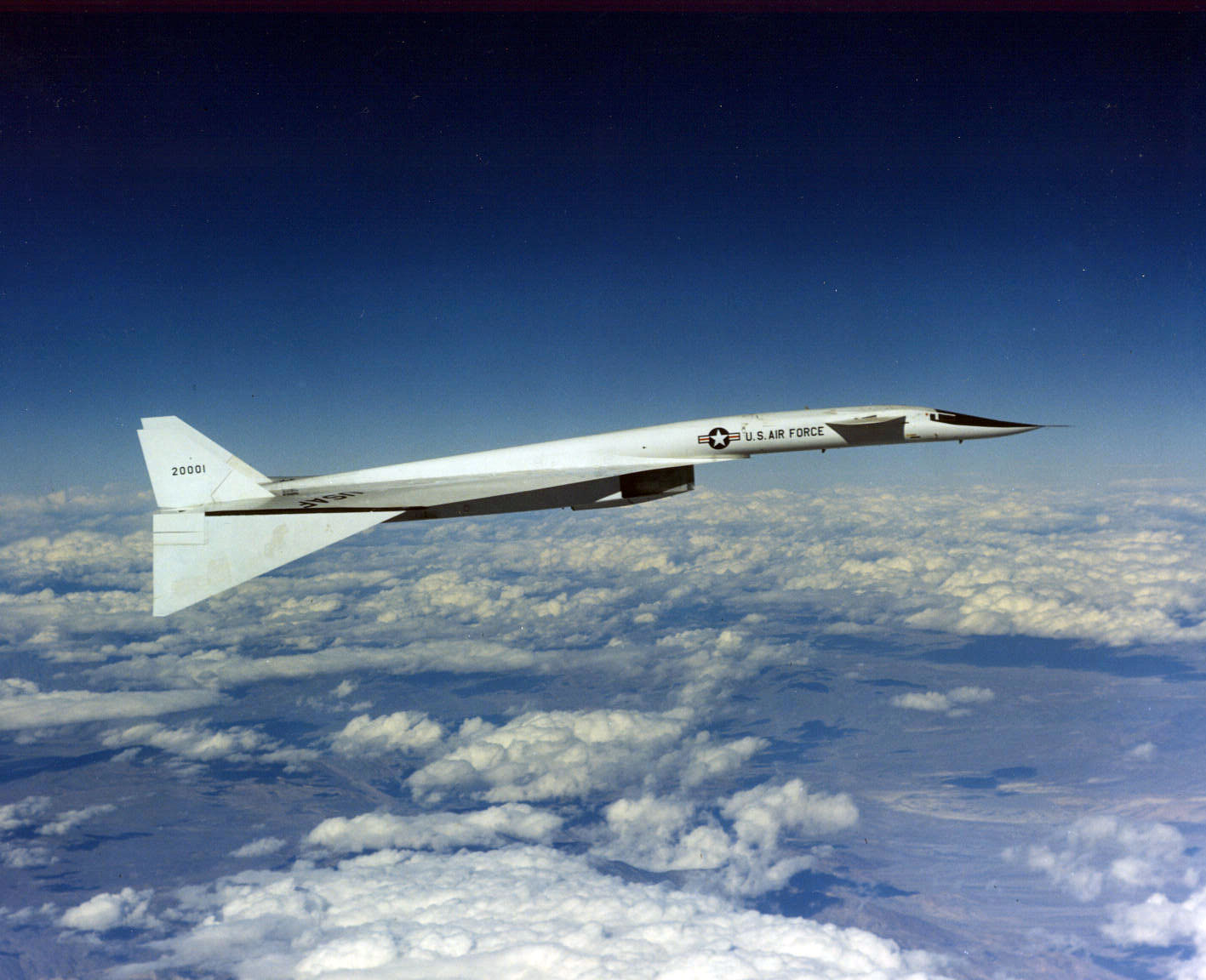
L'XB-70 in volo con le estremità alari ripiegate.

L'XB-70 è l'unico aereo della sua grandezza ad avere estremità alari mobili, per aumentare la stabilità aerodinamica a velocità supersoniche. Il Valkyrie poteva abbassare le estremità alari di 25 (oltre i 500 km/h) o 65 gradi (oltre Mach 1,4). Le sue estremità alari mobili sono ancora le più estese superfici aerodinamiche mobili mai installate su un aereo.
Il sofisticato sistema di pilotaggio prevedeva anche due alette canard vicino all'abitacolo, a pianta trapezoidale, che erano piuttosto singolarmente di alto allungamento. Il muso, a differenza di quello del Concorde, non era abbassabile durante il decollo, per migliorare la visibilità dell'equipaggio. A questo scopo era invece presente un raffinato parabrezza (che si raccordava col muso) a geometria variabile tra due posizioni: una subsonica, caratterizzata da un'inclinazione ripida, atta a consentire una migliore visibilità in decollo, in atterraggio e in genere alle basse velocità (da tenere presente il fatto che l'equipaggio di due persone si trovava a qualcosa come 33 metri oltre il carrello d'atterraggio e a circa 10 metri dal suolo), e una supersonica, molto meno ripida e aerodinamica, continua nel profilo del muso del Valkyrie, che veniva appunto adottata per il volo ad alta velocità.
La fusoliera, a sezione pressoché circolare e caratterizzata da una raffinatissima aerodinamica, andava a rastremarsi dolcemente sopra l'ala, la quale, dotata di una struttura a delta semplice con estremità acute, aveva una pianta a triangolo rettangolo quasi perfetta.
I comandi di volo erano variamente suddivisi, con degli elevoni sulle ali interne, flaps sulle alette canard, piani di coda quasi totalmente mobili, perfettamente verticali e paralleli tra di loro.

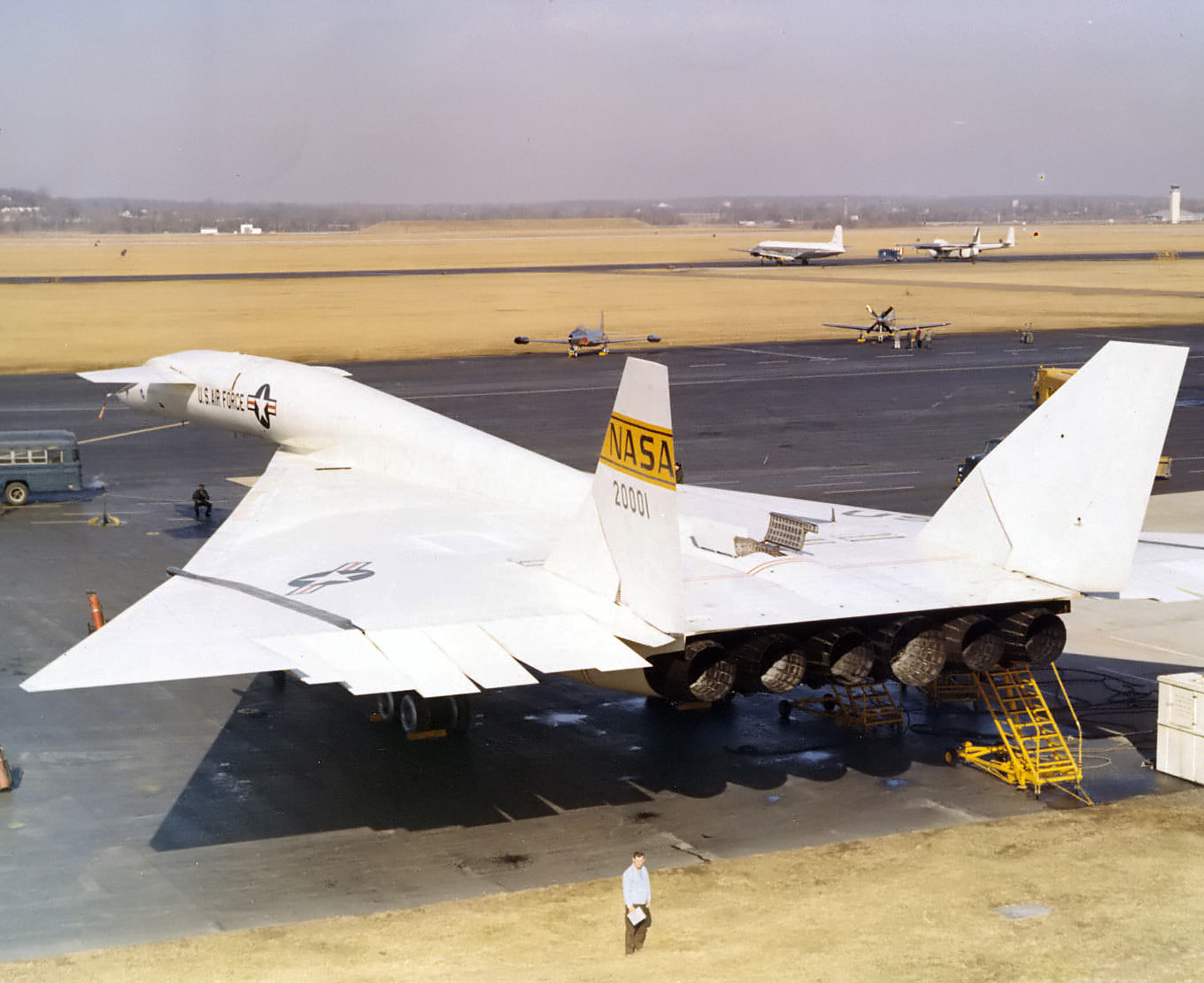
Coda del Valkyrie: gli ugelli dei motori.

I motori erano gli YJ93, macchine termodinamiche particolari. Esse formavano una batteria di 6 reattori allineati fianco a fianco nella parte posteriore della fusoliera e tra le derive verticali. Si trattava di turboreattori relativamente convenzionali - provvisti però di un "augmentor", un postbruciatore, modulabile - ma non essendo a ciclo variabile erano vulnerabili al surriscaldamento dovuto alle altissime velocità di cui il B-70 era capace. Ecco quindi perché erano alimentati con un carburante speciale, il JP-6 a bassa volatilità, che serviva anche a raffreddare le strutture della turbina. La versione con additivo al boro era stata accantonata nel 1959, ma nella versione convenzionale persistevano ancora vari e complessi problemi di affidabilità e di messa a punto che era necessario risolvere per riuscire a far volare il Valkyrie tanto veloce (e continuativamente) come previsto.
Infatti un motore di tipo convenzionale, come quello installato sul MiG-25, è in difficoltà sempre crescenti al suo avvicinarsi a Mach 3, soprattutto per motivi di surriscaldamento e per i problemi legati alle onde d'urto dell'aria che si abbatte a tre volte la velocità del suono sulle prese.
La soluzione univoca trovata era un complesso sistema di geometria variabile applicato alle prese d'aria dei sei reattori: uno dei primissimi esempi di prese d'aria a geometria variabile controllata da un calcolatore, anche nelle condizioni più estreme di volo era perfettamente in grado di far sì che il flusso d'aria in ingresso rallentasse, da oltre Mach 3 a meno di Mach 1.
La capacità di trasporto carburante era di 136 000 kg, 165 000 litri, con serbatoi sparsi in tutta la fusoliera e le ali e caratterizzati da un rivoluzionario, computerizzato sistema di centraggio e autotravaso al fine di ottimizzare sempre il centro di gravità in ogni momento del volo. Le prese d'aria erano sotto la fusoliera, con sezione rettangolare, tridimensionali. Esse si congiungevano con l'estremità posteriore della fusoliera nella zona motori, sotto le ali.
Il carrello era di tipo particolare: due elementi principali con due coppie di ruote in tandem, di grande diametro, e un carrello mobile con una sola coppia, molto arretrato rispetto al muso per non avere una gamba troppo lunga.
In termini strutturali e di progettazione di dettaglio, il B-70 aveva una struttura in acciaio inossidabile a nido d'ape, che riguardava il 69% della superficie della cellula, mentre acqua e 2 000 litri di combustibile venivano usati per disperdere il calore, come una sorta di circuito di raffreddamento, perché la temperatura era il principale problema da risolvere. Gli pneumatici avevano carcassa metallica (di una formula innovativa brevettata dalla BF Goodrich), i sedili eiettabili erano racchiusi in speciali capsule di salvataggio, mentre nel radome di prua avrebbe dovuto essere presente un radar, mai installato.
L'abbassamento delle estremità alari aumentava altresì l'effetto di portanza di compressione, poiché l'onda d'urto causata dal cuneo posto al centro dell'ala (e ospitante i motori) veniva ulteriormente intrappolata sotto le ali invece che lasciata sfuggire oltre il bordo d'uscita dell'ala stessa. Si crede comunemente che grazie a questo effetto l'XB-70 abbia il più alto rapporto portanza-resistenza mai ottenuto per un aereo con equipaggio. Questa informazione è citata anche in testi specializzati. Sebbene ci sia effettivamente un miglioramento delle prestazioni, il rapporto non è comunque migliore di quello della maggior parte degli alianti. L'affermazione più corretta sarebbe che l'XB-70 ha il più alto rapporto portanza-resistenza di qualsiasi altro aereo supersonico con equipaggio.

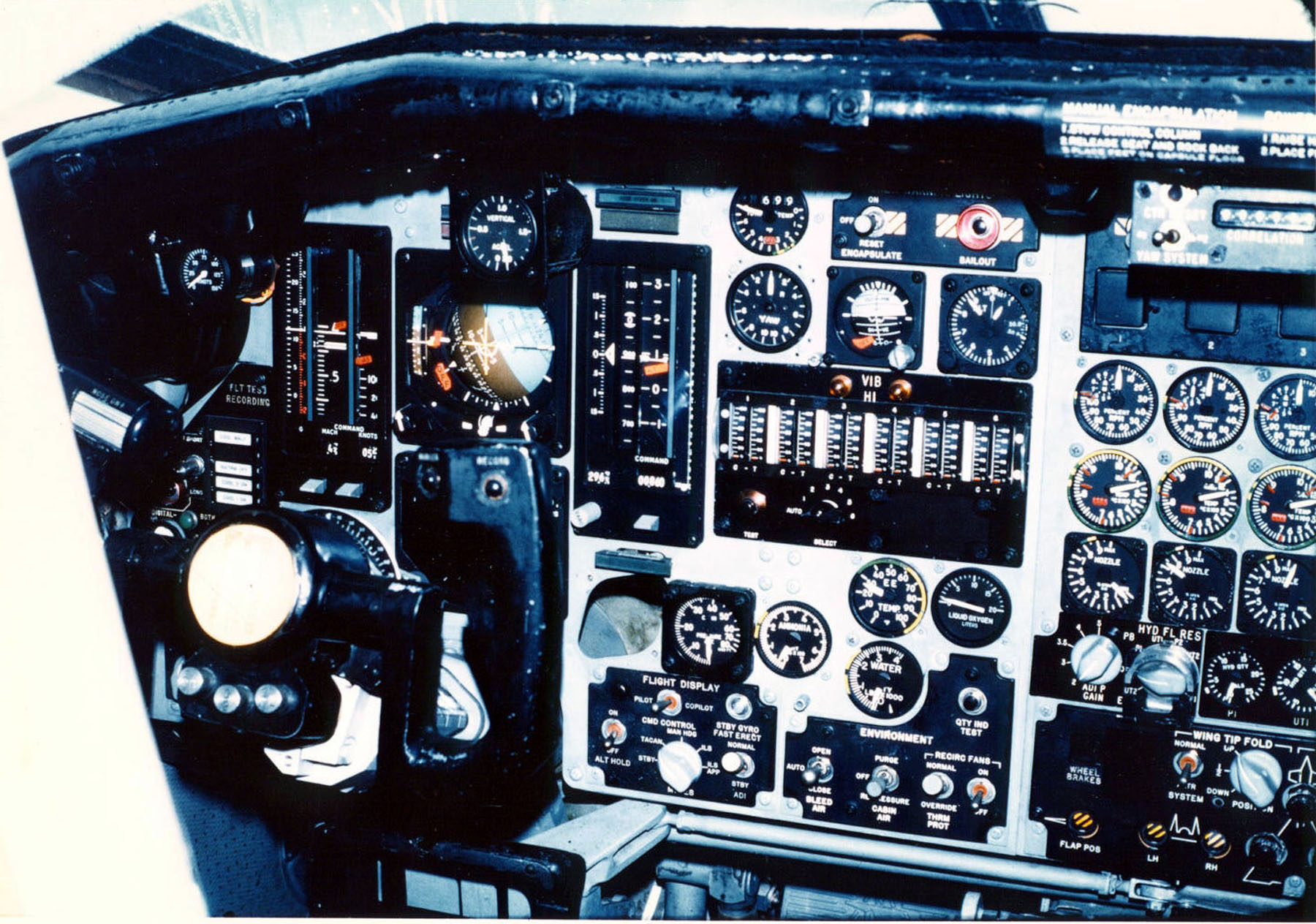
Cockpit del XB-70.

Il ruolo che l'XB-70 doveva ricoprire era quello di bombardiere supersonico ad alta quota, scortato dall'XF-108 Rapier, un caccia trisonico sviluppato dalla North American Aviation in parallelo con l'XB-70. Il Rapier era anche inteso come intercettore per la difesa da un bombardiere sovietico dotato di capacità simili a quelle dell'XB-70. Per contenere i costi, i motori e molti impianti di bordo erano progettati in comune tra i due aerei. In pratica esso era un modello in scala del B-70, ridotto del 50%, ed equipaggiato di soli due motori (i quali però era previsto fossero due YJ93-GE-5 alimentati con combustibile zip fuel al boro).
Questo ruolo era l'estrema evoluzione della filosofia d'impiego classica, ma a Mach 3 davvero pochi caccia, per non dire nessuno, avrebbero potuto insidiare il B-70, meno che mai richiedere la presenza dell'F-108. Un problema più immediato era quello del calore: la stiva portabombe superava ampiamente i 300 gradi centigradi, cosa che rendeva il volo supersonico obbligatoriamente disarmato, in quanto non esisteva all'epoca alcun ordigno capace di resistere a tale temperatura né si disponeva di un valido sistema di raffreddamento per la stiva. Comunque la storia avrebbe reso superata la ricerca di tali armamenti, visti i problemi di altro genere incontrati.
A seguito dell'abbattimento dell'U-2 pilotato da Gary Powers, le certezze residue circa l'utilità dell'XB-70 come bombardiere vennero messe in dubbio, e il progetto XB-70 venne tramutato in un programma di ricerca aerodinamica avanzata, propulsione e altri aspetti legati ai grandi aerei supersonici, in particolare al programma statunitense SST. Benché i progetti iniziali prevedesse la costruzione di tre aerei, ognuno dei quali incorporava le modifiche derivate dall'esperienza acquisita dai collaudi dell'aereo precedente, il programma venne interrotto nel luglio 1964 quando erano stati realizzati solo i due primi prototipi.

## Storia operativa

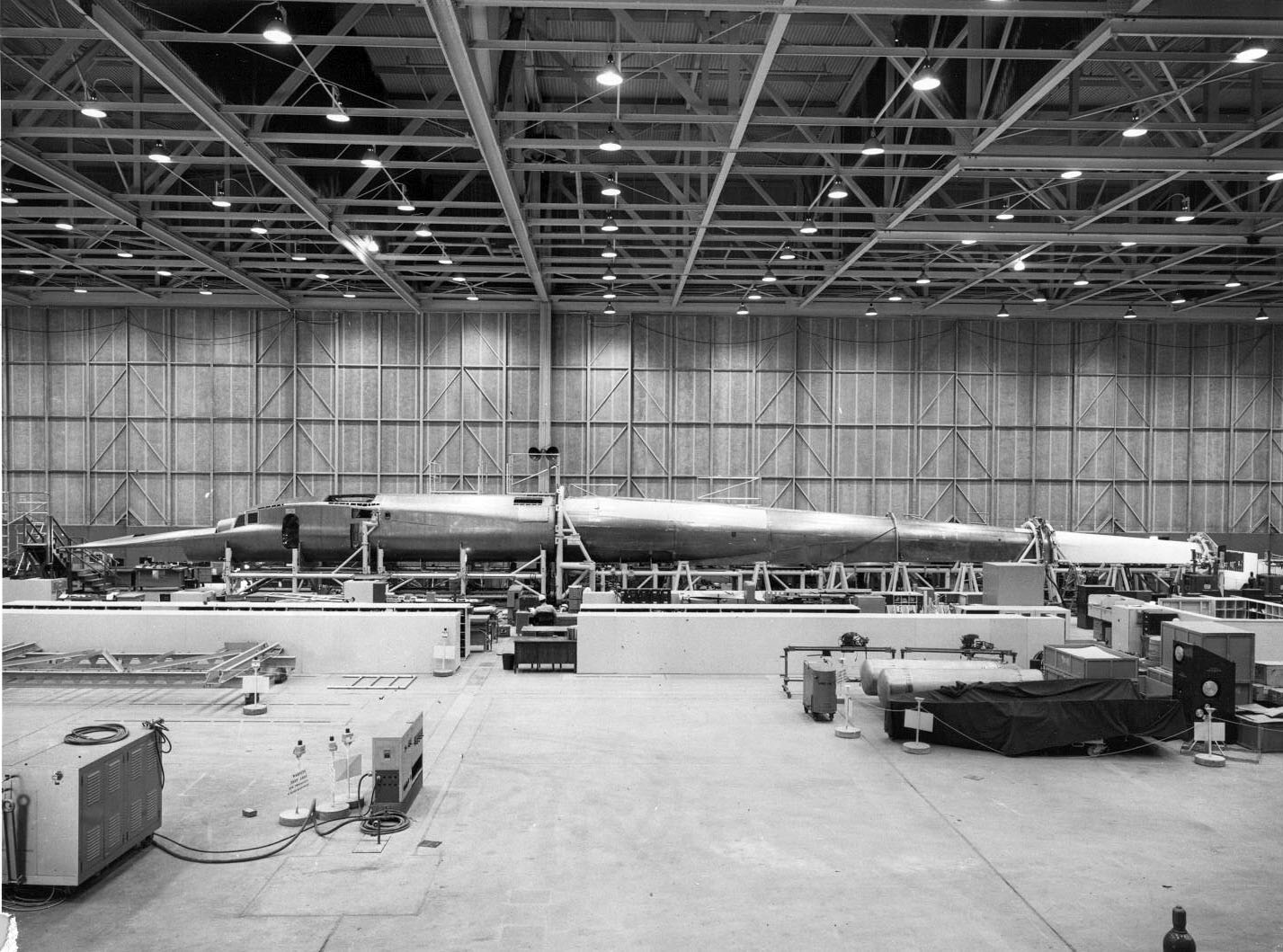
Assemblaggio finale della fusoliera.

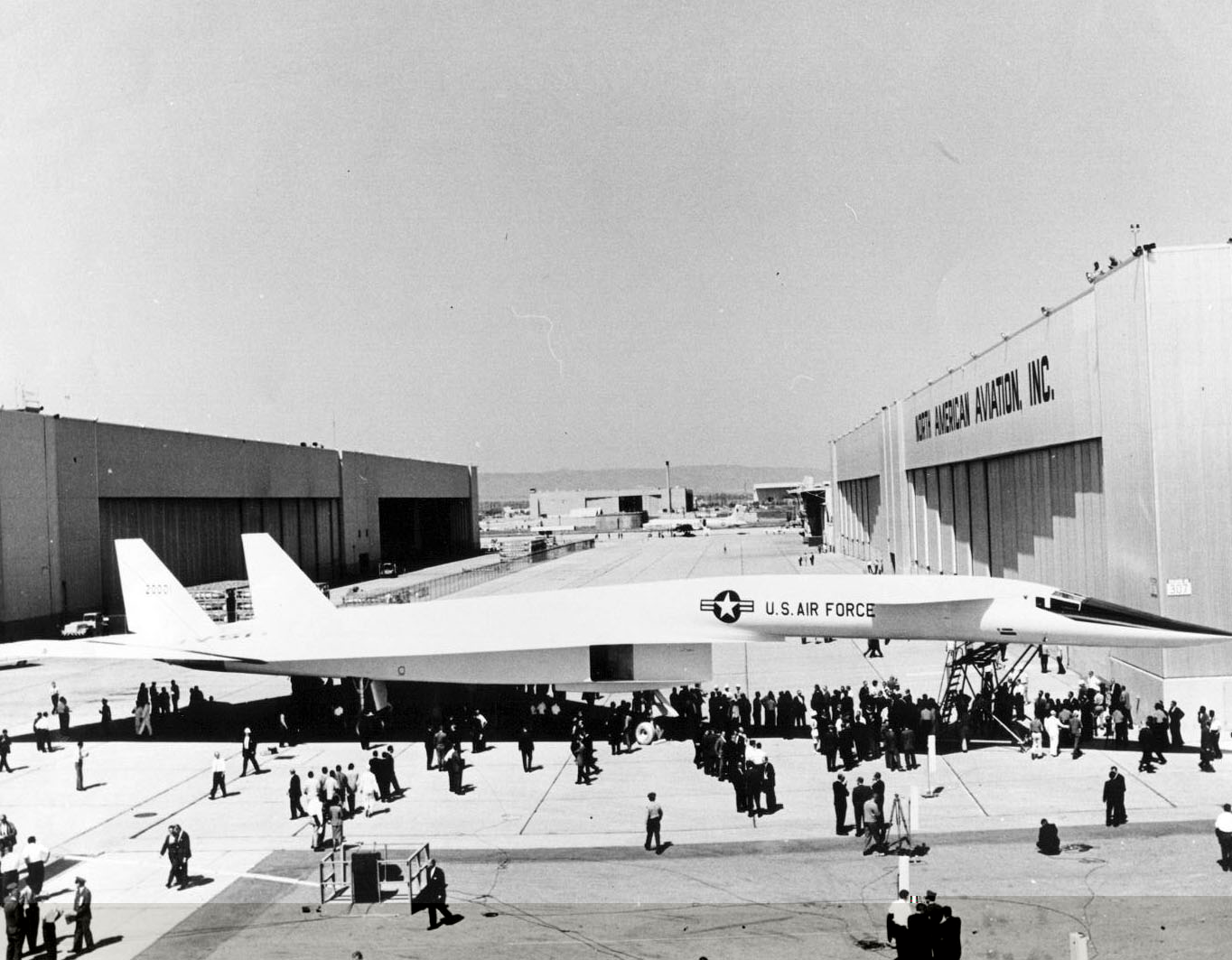
Presentazione al pubblico del primo dei due Valkyrie

Nonostante il diniego del presidente, il B-70 era ancora sulla breccia. Kennedy e i democratici erano assai contrari alla macchina anche per il costo elevatissimo, ma il trasporto passeggeri a velocità supersoniche era una prospettiva concreta e il nuovissimo bombardiere era quantomeno un banco di prova di assoluto interesse. L'USAF riuscì a tenere vivo il programma, che andò avanti anche quando il presidente Kennedy era già stato ucciso. Ma era un programma oramai decaduto di importanza, e praticamente morto anch'esso.
Il primo XB-70 (Bu.No.62-0001) uscì di fabbrica presso la celebre Air Force Plant 42 dell'aeroporto di Palmdale, sobborgo di Los Angeles, l'11 maggio 1964 e da lì effettuò il primo volo il 21 settembre successivo.
Il primo aereo soffrì problemi di vario genere, come la debolezza dei pannelli a nido d'ape, principalmente dovuti all'inesperienza nella costruzione di questo materiale relativamente nuovo. La realizzazione dei pannelli a nido d'ape risultò molto più difficile di quanto anticipato dai progettisti. Un problema più immediato si materializzò nel blocco dei freni del semicarrello principale sinistro, che all'atterraggio determinò la distruzione delle relative ruote, ma il collaudatore Al White e il colonnello J.Cotton riuscirono a evitare che avvenissero problemi peggiori. Inoltre, il primo aeromobile fu afflitto da perdite nel circuito idraulico, nel circuito di alimentazione e da problemi al carrello d'atterraggio, che era complicato in modo inusuale. Nondimeno, al terzo volo venne superato Mach 1 e il 24 ottobre si raggiunsero mach 1,42 per 40 minuti.
Il secondo esemplare, Bu.No.62-0207, effettuò il roll-out il 29 maggio 1965 e venne fatto decollare per la prima volta il 17 luglio 1965.
Durante un volo del primo Valkyrie, il 7 maggio 1965, il divisorio fra la sezione di destra e quella di sinistra della presa d'aria dei motori si ruppe e venne aspirato dai motori, che vennero danneggiati tutti irreparabilmente.
Il 4 ottobre 1965, nel primo volo a una velocità superiore a Mach 3, i pannelli a nido d'ape cedettero di nuovo sotto sforzo: 60 cm del bordo d'attacco della semiala sinistra vennero letteralmente strappati via.
I problemi strutturali fecero sì che il primo esemplare venisse limitato ad una velocità massima di Mach 2,5.
Questi difetti nella struttura a nido d'ape furono completamente risolti durante la costruzione del secondo velivolo, che volò per la prima volta il 17 luglio 1965. Il 19 maggio 1966 l'aereo numero due volò per 3840 km in 91 minuti, volando a 3.270 km/h (Mach 3,08) a 22.860 metri (75.000 piedi) per 33 minuti. Fu il volo più veloce mai registrato dell'intero programma.

### Incidente al secondo prototipo

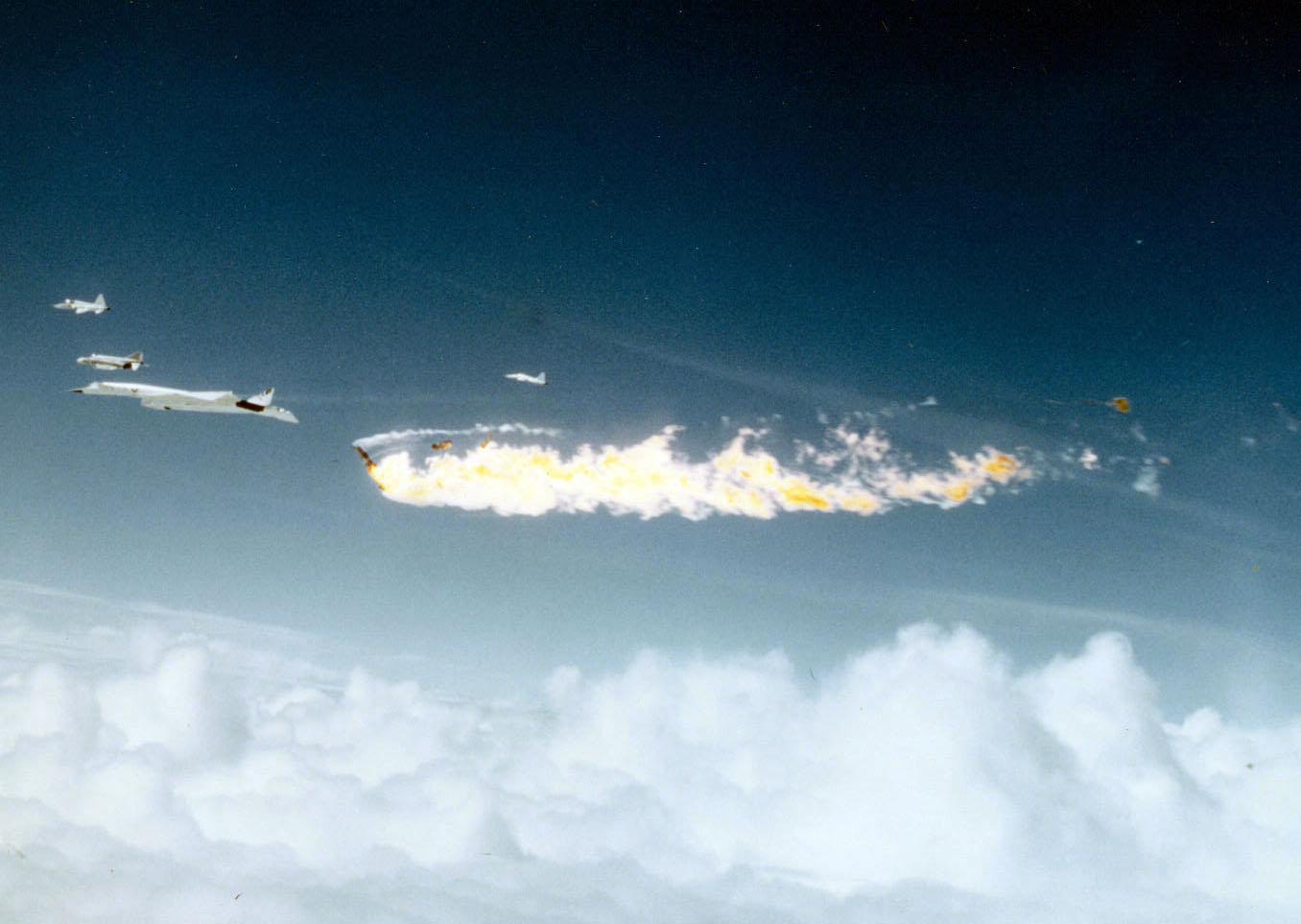
Il secondo esemplare poco dopo la collisione.

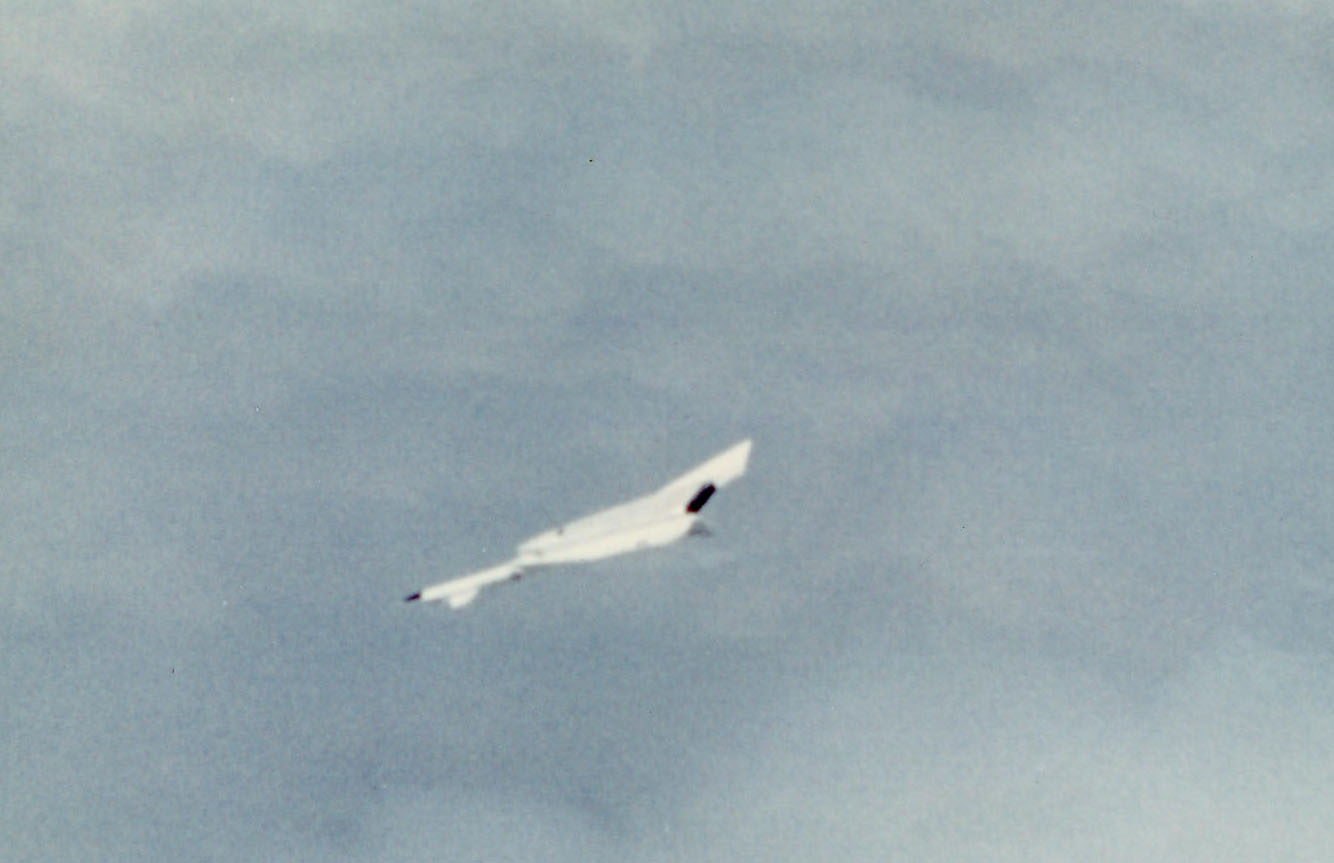
Il Valkyrie senza controllo precipita.

L'8 giugno 1966, il secondo esemplare andò distrutto a seguito di una collisione con un Lockheed F-104 Starfighter.
La collisione avvenne mentre i due aerei, assieme ad altre macchine supersoniche propulse da motori General Electric, volavano in formazione stretta per una sessione fotografica voluta dalla General Electric per pubblicizzare i suoi motori. Ad un certo punto lo Starfighter si avvicinò molto alla coda e la turbolenza di scia del XB-70 determinò un improvviso rollio rovesciato del F-104 che urtò, asportandoli, i timoni verticali del bombardiere. Il caccia precipitò in una palla di fuoco dopo avere volato per un po' in assetto corretto, mentre il Valkyrie piegò inesorabilmente il muso, ruotò le ali, fino ad assumere un assetto rovesciato e precipitò di piatto, esplodendo nel deserto.
Il pilota collaudatore capo della NASA Joseph A. Walker, che pilotava l'F-104, e Carl Cross, copilota a bordo dell'XB-70, rimasero uccisi, mentre "Al" White, il pilota dell'XB-70, riuscì a usare la capsula di eiezione di cui l'XB-70 era dotato (simile a quella del Convair B-58 Hustler). Molti fattori concomitanti provocarono l'incidente, alcuni riconducibili a errori dei piloti e a cause aerodinamiche, come il "risucchio" di scia che il grande esareattore avrebbe esercitato sul piccolo Starfighter, "attirandolo" inesorabilmente su di sé.
Sebbene sia stato asserito che i vortici abbiano causato la collisione, il tenente colonnello Joe Cotton, collaudatore capo dell'USAF per il B-70, che volava quel giorno in formazione a bordo di un T-38, ha ipotizzato che Walker, non pratico con il volo in formazione con un grande aereo con ala a delta, abbia perso il riferimento di posizione rispetto al B-70, avvicinandosi troppo finché la coda dell'F-104 ha urtato l'estremità alare del Valkyrie.

### Continuazione delle ricerche
Il primo esemplare continuò i voli di ricerca nei limiti delle sue prestazioni ridotte finché, a partire dal 25 aprile 1967, venne preso in carico dalla NASA per continuare i voli-test sul regime supersonico. Raccolse una massa inestimabile di dati portando a termine 33 voli (23 per la NASA).
Il 4 febbraio 1969 il Valkyrie numero uno venne ritirato dal servizio e trasportato al Museo Nazionale dell'Aeronautica degli Stati Uniti, alla base Wright-Patterson vicino Dayton (Ohio). Esso è ancora presente nella sua livrea bianca 'anti-nucleare' (per riflettere il lampo di esplosioni vicine), e la sua mole spiega perché fu soprannominato The Thing (la cosa) o The Great White Bird (il grande uccello bianco).

### Velivoli concorrenti
I sovietici realizzarono il Sukhoi T-4, un prototipo di bombardiere a medio raggio progettato sulla base delle scoperte fatte durante lo sviluppo dell'XB-70. Di fatto sembrava una copia rimpicciolita (e semplificata) del Valkyrie, e venne sperimentato fino agli anni ottanta. Aveva tra l'altro un sistema di pilotaggio fly-by-wire, e una batteria di motori sistemata come nell'XB-70, ma costituita da soli quattro propulsori. Le prove di volo andarono avanti, ma la comparsa all'orizzonte del Tu-160 "Blackjack" segnò definitivamente il suo destino nei programmi sovietici per un nuovo bombardiere strategico a favore del velivolo Tupolev, più lento ma di maggiori capacità complessive (in pratica della medesima classe del B-1 Lancer).
Poco noto è che gli inglesi emisero a loro volta, sempre nel 1954, un requisito per un bombardiere quasi altrettanto avanzato, e nacquero diversi progetti fra i quali l'Avro Type 730 era giunto quasi al completamento quando, nel 1957, il Libro bianco della difesa lo cancellò di colpo, con una decisione politica che frustrò definitivamente le grandi capacità tecniche dell'industria inglese, ancora negli anni cinquanta competitiva, ma poi, come successe anche in Canada, devastata dal concetto di difesa e offesa affidato ai soli missili (cosa risultata largamente errata, come si vide poi), che sembrava economicamente vantaggioso.

## Esemplari e ordinativi
- Un modello in scala 1:1 venne completato nel febbraio 1959.
- XB-70A/1: (NA-278) 62-0001: 83 voli; tempo totale: 160 ore, 16 minuti. Al museo dell'Aeronautica statunitense a Dayton (Ohio).[4]
- XB-70A/2 (NA-278) 62-0207: 46 voli; tempo totale: 92 ore - 22 minuti. Caduto l'8 giugno 1966 a nord di Barstow, California uccidendo il maggiore dell'Aeronautica Carl S. Cross.[5]
- XB-70B/3 (NA-274) 62-0208: pensato come il primo YB-70A (preserie) nel marzo 1961, questo prototipo avanzato venne cancellato nel marzo 1964 mentre era in costruzione.
- YB-70A: 10 ulteriori prototipi avanzati cancellati nel dicembre 1960. Questi YB-70 sarebbero stati portati alle specifiche B-70A una volta completata la fase di test.
- B-70A: flotta di 50 bombardieri (con serbatoi alari) cancellata nel dicembre 1959.
- RS-70: flotta alternativa di 50 aerei da ricognizione (con equipaggio da 4 membri e sonda per il rifornimento in volo) valutata nel febbraio 1959.

## Cultura di massa
- In ambito videoludico, l'XB-70 compare nel videogioco Ace Combat 2[6].